# Nicolaus von Krufft
Nicolaus Freiherr von Krufft (* 1. Februar 1779 in Wien; † 16. April 1818 ebenda) war Mitarbeiter Metternichs bei der geheimen Hof- und Staatskanzlei (ab 1801) und Komponist. Zuvor studierte er zwischen 1794 und 1797 Philosophie und bis 1800 Jura an der Universität in Wien. Er war Kompositionsschüler von Albrechtsberger. Von Krufft begleitete Metternich 1815 auf einer Reise nach Paris sowie 1817 nach Italien und in die Steiermark.

## Werke

### Lieder
- Sechs Gesänge von Schiller in Musik gesetzt und der Freyin von Münck geborenen von Holzmeister gewidmet
- Sechs Lieder mit Clavier-Begleitung in Musik gesetzt und der Gräfin von Appony geborenen Gräfin Nogarolla gewidmet
- Drei Lieder mit Begleitung des Piano-Forte
- Drey Lieder aus Reißig's Blümchen der Einsamkeit, in Musik gesetzt mit Begleitung des Piano-Forte
- Sechs Gesänge mit Begleitung des Piano-Forte der Frau von Odelga geborene Freyin von Spielmann zugeeignet (op. 24)

### Kammermusik
- Sonate E-Dur für Horn und Klavier
- Sonate F-Dur für Horn und Klavier
- Sonate F-Dur für Fagott und Klavier
- Sonate B-Moll für Fagott und Klavier